# Meer van Alpnach
Het Meer van Alpnach (Duits: Alpnachersee) is eigenlijk een zijarm van het Vierwoudstrekenmeer in centraal Zwitserland. Het meer ligt in het kanton Unterwalden dat opgedeeld is  in de halfkantons Obwalden en Nidwalden en is ongeveer 3,5 km lang en 1,4 km breed. De flanken van de berg de Pilatus lopen omhoog vanaf de noordkant van het meer. Aan de zuidpunt van het meer ligt Alpnachstad, een deel van Alpnach. In het noorden mondt het meer bij Acheregg en Stansstad uit in het Vierwoudstrekenmeer.

Meer van Alpnach op de nationale kaart van Zwitserland (1:25.000).